# Prostki
Prostki (deutsch Prostken) ist ein Dorf im Powiat Ełcki der Woiwodschaft Ermland-Masuren in Polen. Es ist Sitz der gleichnamigen Landgemeinde mit 7215 Einwohnern (Stand 31. Dezember 2020).

## Geographische Lage
Prostki am Fluss Ełk (Lyck) liegt im südlichen Osten der Woiwodschaft Ermland-Masuren in unmittelbarer Nähe der Grenze zur Woiwodschaft Podlachien. Die Kreisstadt Ełk (Lyck) ist 15 Kilometer in nordwestlicher Richtung entfernt.

## Ortsname
Der Name Prostkens resp. Prostkis leitet sich davon ab, dass der Fluss Ełk hier „prosta“, das heißt „geradeaus“, die Grenze durchfließt.

## Geschichte
Die Gründung Prostkens als Handfeste geht auf das Jahr 1482 zurück. Eine Siedlung dürfte sich aber schon vorher dort befunden haben. Bei Prostken unterlag am 8. Oktober 1656 während des Zweiten Nordischen Krieges eine brandenburgisch-radziwillsche Truppe einer polnisch-tatarische Streitmacht. Fürst Bogusław Radziwiłł geriet in Gefangenschaft und bis in das nächste Jahr hinein wurden masurische Dörfer und Städte durch die Tataren geplündert und in Brand gesetzt.
Im Jahr 1874 wurde Prostken in den neu errichteten Amtsbezirk Ostrokollen (1938 bis 1945 Scharfenrade, polnisch Ostrykoł) eingegliedert. Er gehörte zum Kreis Lyck im Regierungsbezirk Gumbinnen (ab 1905: Regierungsbezirk Allenstein) in der preußischen Provinz Ostpreußen. Am 1. Oktober 1939 wurde der lediglich aus der Gemeinde Prostken bestehende neue Amtsbezirk Prostken geschaffen. Er bestand unverändert bis zum Jahre 1945.
Im Jahr 1910 verzeichnete Prostken 2680 Einwohner. Ihre Zahl verringerte sich bis 1933 auf 2392 und belief sich 1939 auf 2302.
Aufgrund der Bestimmungen des Versailler Vertrags stimmte die Bevölkerung im Abstimmungsgebiet Allenstein, zu dem Prostken gehörte, am 11. Juli 1920 über die weitere staatliche Zugehörigkeit zu Ostpreußen (und damit zu Deutschland) oder den Anschluss an Polen ab. In Prostken stimmten 1240 Einwohner für den Verbleib bei Ostpreußen, auf Polen entfiel keine Stimme.
Südlich der ostpreußischen Grenze waren viele Kleinstädte durch eine Mehrheit oder starke Minderheit von Juden geprägt. Nachdem die Wehrmacht dort einmarschiert war, übergab sie dieses Gebiet aufgrund des 1939 geschlossenen Deutsch-Sowjetischen Grenz- und Freundschaftsvertrages der UdSSR und zog sich über die deutsche Grenze zurück. Vor dem Rückzug wurden Teile der jüdischen Bevölkerung nach Deutschland verschleppt. Prostken diente hierbei als Durchgangslager u. a. für verschleppte Juden. In der Nähe befand sich ein großes Gefangenenlager. Hier sollte auch ein Sohn Stalins untergebracht gewesen sein, bevor er weitertransportiert wurde.
In Kriegsfolge kam Prostken im Jahre 1945 zu Polen und erhielt die polnische Namensform „Prostki“. Heute ist der Ort Sitz eines Schulzenamtes (polnisch Sołectwo) und damit eine Ortschaft im Verbund der Landgemeinde Prostki, deren Amtssitz sie zugleich ist.

### Grenzort Prostken

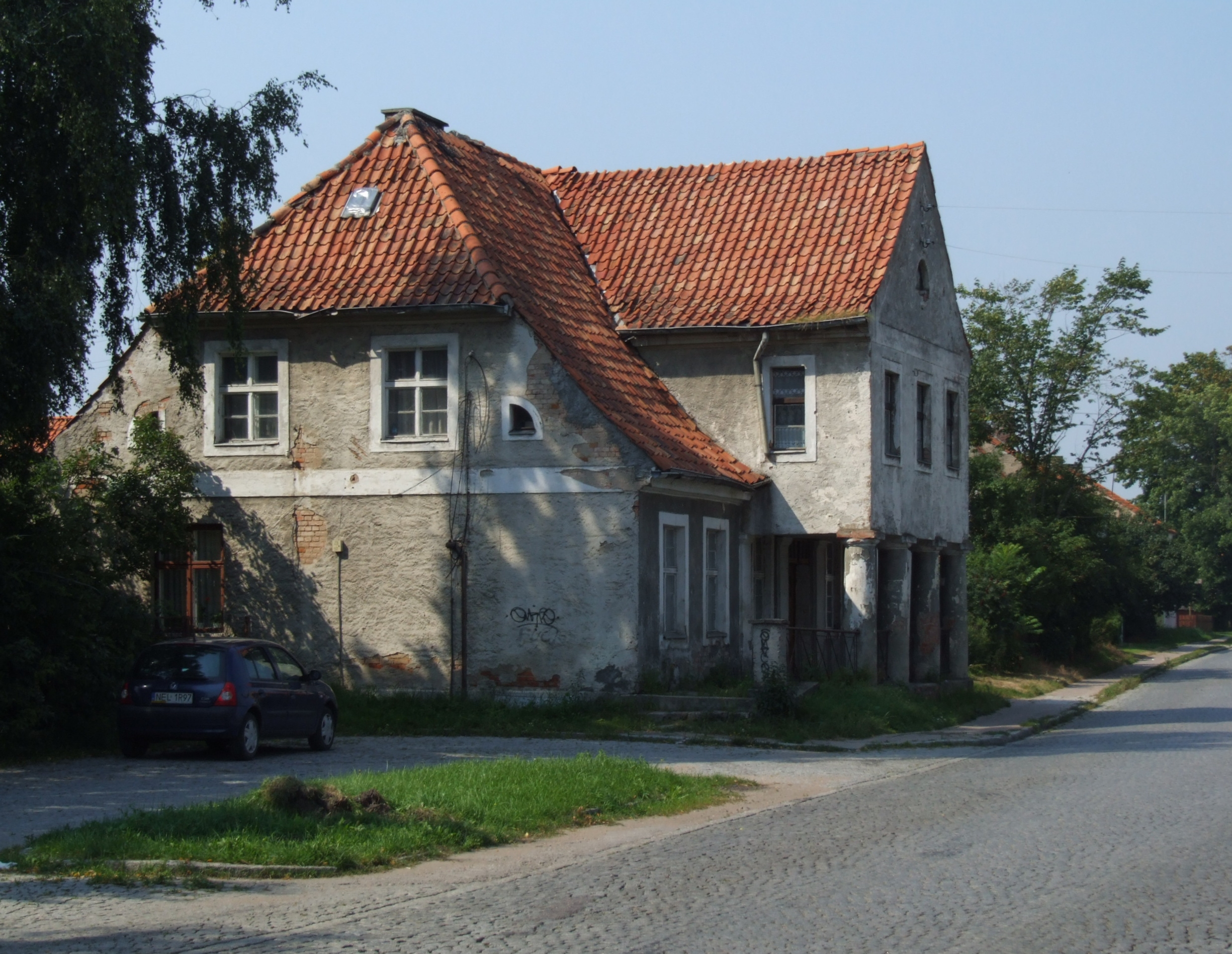
Das ehemalige Gasthaus „Zur Grenze“ (Eigentümer: Karl Krüger) in Prostki

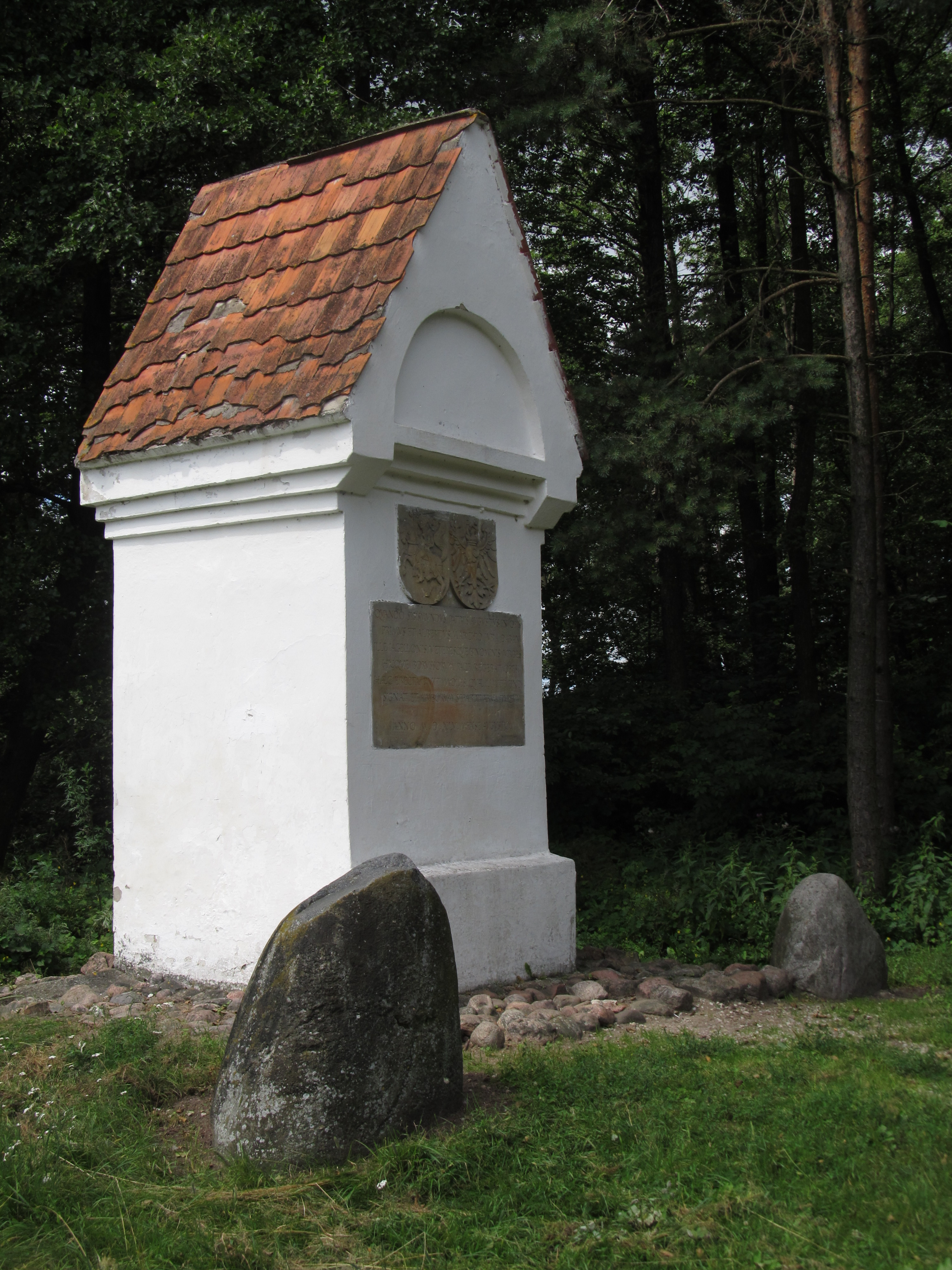
Die Grenzsäule von 1545 bei Bogusze

Prostken war schon immer eine Pass- und Zollstation mit verhältnismäßig regem Verkehr über die preußische Grenze nach Süden. Es war Grenzort an der Straße von Lyck nach Grajewo zur Weiterfahrt nach Białystok bzw. Warschau. Vor der Dorfgründung im Jahre 1482 dürfte der legendäre Dorfkrug bereits bestanden haben. Ab 1871/1873 war Prostken zugleich Grenzort an der bis 1945 existierenden Bahnstrecke von Königsberg (Preußen) nach Brest.
Im Jahre 1545 ließ  Albrecht von Brandenburg-Preußen bei dem Dorf Prostken eine gemauerte Grenzsäule errichten mit einem lateinischen Gedicht von Georg Sabinus. Es lautet in deutscher Übersetzung: Einst, als Sigismund August in dem väterlichen Grenzlande und Markgraf Albecht I. die Rechte ausübten und jener die alten Städte des Jagiello, dieser die Macht der Preußen in Frieden regierte, da ward diese Säule errichtet, welche die Grenzen genau bezeichnet und den Länderbesitz der beiden Herzöge trennt. August 1545.
Zur Zeit der Denkmalsaufstellung befand sich dort das Dreiländereck zwischen Preußen, Litauen und Masowien, welches kurz zuvor von Polen annektiert worden war. Die Grenzsäule enthält neben der Inschrifttafel die Wappen des Herzogtums Preußens sowie von Groß-Litauen. Es handelt sich hierbei um Nachbildungen der Originale, die sich bis 1945 im Königsberger Schloss befanden.
Der Grenzverlauf bestand bereits seit dem Vertrag von Kalisch im Jahre 1343. Die Grenze war, neben der spanisch-portugiesischen Grenze, der dauerhafteste Grenzverlauf in Europa und hatte mehr als 600 Jahre bis 1945 Bestand.
Heute verläuft auf der Trasse der früheren Grenze und jetzt unter Einschluss des kleinen Dorfes Bogusze (Bogusche) die Trennlinie zwischen den Woiwodschaften Ermland-Masuren und Podlachien.

## Religionen

### Evangelisch
Prostken war bis 1945 in das Kirchspiel der evangelischen Kirche Ostrokollen (1938 bis 1945 Scharfenrade, polnisch Ostrykół) eingepfarrt, die zum Kirchenkreis Lyck in der Kirchenprovinz Ostpreußen der Kirche der Altpreußischen Union gehörte. In Prostken selbst gab es eine Kapelle als Filialkirche. Im Jahre 1910 wurde der Kirch- und Pfarrort dann von Ostrokollen nach Prostken verlegt. Der Ort wurde somit Amtssitz eines fast 6.000 Gemeindeglieder zählenden Kirchspiels.
Flucht und Vertreibung der einheimischen Bevölkerung in Kriegsfolge sorgten für das Erliegen der evangelischen Kirchenarbeit in Prostken. Die heute hier lebenden wenigen evangelischen Einwohner halten sich zur Kirchengemeinde in der Kreisstadt Ełk (Lyck), einer Filialgemeinde der Pfarrei Pisz (Johannisburg) in der Diözese Masuren der Evangelisch-Augsburgischen Kirche in Polen.

### Römisch-katholisch
Eine genau umgekehrte Entwicklung erlebten die römisch-katholischen Einwohner in Prostken. Gab es vor 1945 nur wenige Katholiken – ihre Pfarrkirche war die in der Stadt Lyck und dem Bistum Ermland zugehörig – so siedelten sich in Prostki nach 1945 zahlreiche polnische Neubürger fast ausnahmslos katholischer Konfession an. Prostki wurde Pfarrort, offiziell errichtet im Jahre 1962. Im Jahre 1987 begann man mit dem Bau einer Kirche, die am 14. April 1999 geweiht und dem Antonius von Padua gewidmet wurde. Neben der Kreuzerhöhungskirche in Ostrykół wird auch eine Kapelle in Sokółki (deutsch Sokolken, 1938 bis 1945 Stahnken) als Filialkirche von Prostki aus mitversorgt.
Die Pfarrei Prostki ist in das Dekanat Ełk – Matki Bożej Fatimskiej im Bistum Ełk der Römisch-katholischen Kirche in Polen eingegliedert.

## Gemeinde
Zur Landgemeinde (gmina wiejska) Prostki mit einer Fläche von 230,5 km² gehören das Dorf selbst und 40 weitere Dörfer mit Schulzenämtern (sołectwa).

## Verkehr
Die Grenzstation Prostken lag an einer Straße (spätere deutsche Reichsstraße 132), die einst das östliche Ostpreußen in Nord-Süd-Richtung von Memel (heute litauisch Klaipėda, litauische Straße 141) über Tilsit (heute russisch Sowetsk, russische Fernstraße A 198) und Gumbinnen (heute russisch Gussew, russische Regionalstraße 27A-011), Goldap (heute polnisch Gołdap, polnische Landesstraße DK65), Marggrabowa (Oletzko)/Treuburg (Olecko) und Lyck (Ełk) durchzog und weiter in das Russische Reich bzw. nach Polen weiterführte. Die Straße verläuft heute als polnische Landesstraße 65 bis nach Bobrowniki an der polnisch-belarussischen Grenze. Der Wegfall der Grenzsituation ließ die verkehrstechnische Bedeutung der Lage Prostkis an dieser Straße schrumpfen. Die Orte im Gemeindegebiet Prostken selber sind gut durch zahlreiche Nebenstraßen, zum Teil auch mit Landwegecharakter, untereinander und mit dem Zentrum vernetzt.

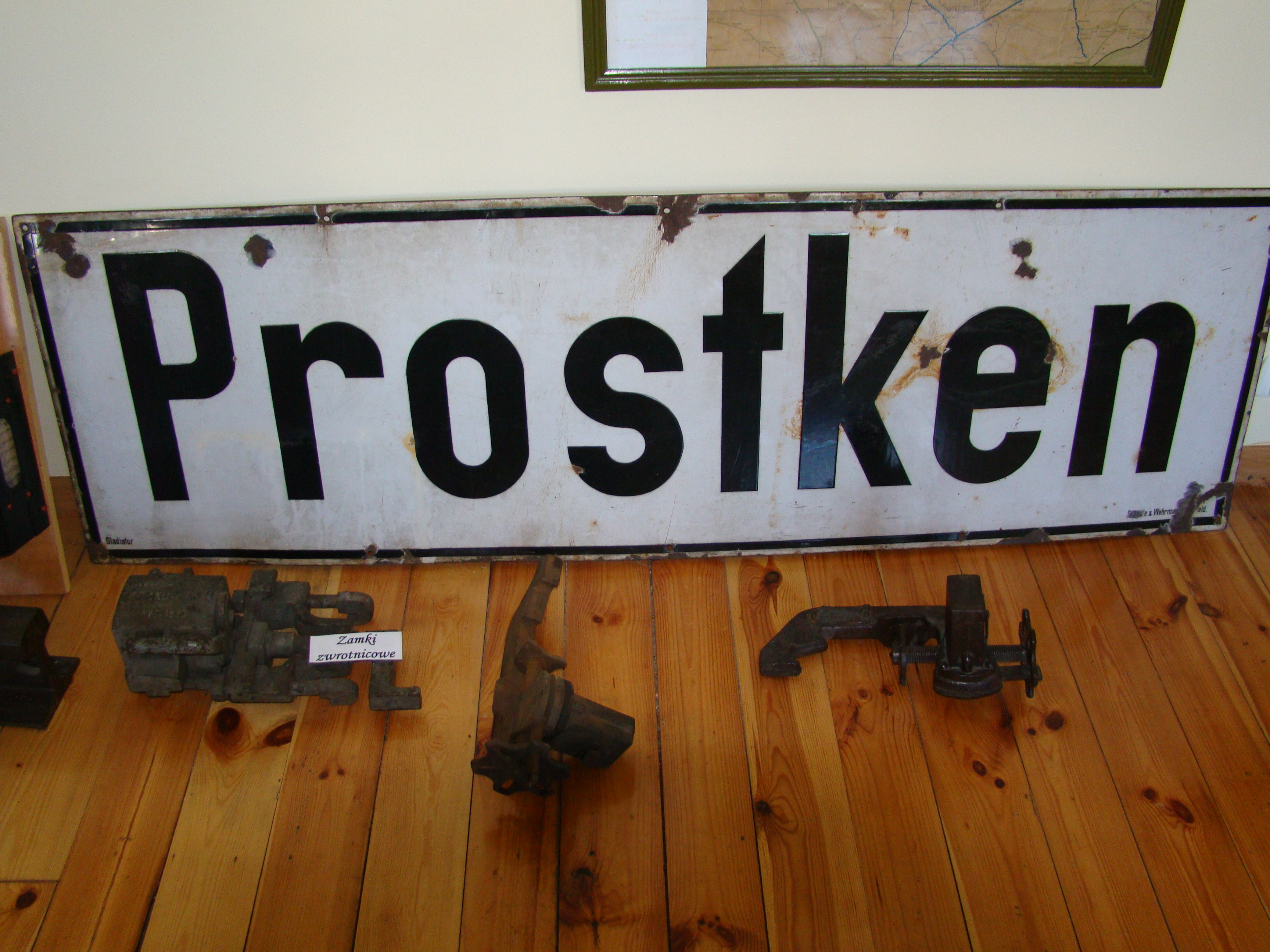
Altes Stationsschild Prostkens im Bahnmuseum Ełk

Am 1. November 1871 eröffnete die Ostpreußische Südbahn den Streckenabschnitt Lyck–Prostken einer von Königsberg (Preußen) (Kaliningrad) herführenden Bahnstrecke, die 1873 um den Abschnitt Prostken–Białystok, später sogar bis in das heute belarussische Brest verlängert wurde. Mit dem Bau der Bahn veränderte sich das Leben in dem kleinen Grenzort schlagartig, und die Einwohnerzahl stieg in kürzester Zeit auf das Zehnfache. Es entstanden umfangreiche Bahnanlagen, ein Zollamt, eine Post sowie viele neue Wohngebäude für die zuziehenden Beamten, Rampenarbeiter, Kaufleute und Handwerker.
Die damalige Bahnstrecke ist heute aufgrund der Teilung Ostpreußens in einen russischen und einen polnischen Teil unterbrochen und wird nur noch und nicht mehr überall regulär als Bahnstrecke Kaliningrad–Bagrationowsk und Bahnstrecke Głomno–Białystok befahren. Die Gemeinde Prostki ist mit den Bahnstationen Prostki und Lipińskie Małe (Lipinsken, Ksp. Ostrokollen, 1938 bis 1945 Lindenfließ) an diese Bahnstrecke angeschlossen.
Der nächste internationale Flughafen Danzig ist relativ weit entfernt, ähnlich weit entfernt ist der Flughafen in Warschau.

## Persönlichkeiten

### Aus dem Ort gebürtig
- Ernst Meyer (* 10. Juli 1887 in Prostken), Politiker (KPD) († 2. Februar 1930)
- Walter Marg (* 13. Juli 1910 in Prostken), klassischer Philologe († 11. November 1983)
- Grzegorz Jabłoński (* 10. März 1966 in Prostki), Boxer, Olympiateilnehmer
- Marcin Miller (* 27. Mai 1970 in Prostki), Disco-Polo-Musiker
- Michał Słoma (* 31. Januar 1982 in Prostki), Ruderer

### Mit dem Ort verbunden
- Julius Schoeps (1864–1942), Arzt, leitete zwischen 1914 und 1920 das Feldlazarett in Prostken
- Hans Pfundtner (1881–1945), Verwaltungsjurist, Staatssekretär, tat zwischen 1907 und 1910 Dienst im Hauptzollamt Prostken
- Heinz Appel (1884–1962), Kaufmann, Fabrikant („Appel-Feinkost“), unterhielt bis zum Zweiten Weltkrieg eine Produktionsstätte in Prostken
- Herwart Fischer (1885–1938), Rechtsmediziner, Hochschullehrer, zwischen 1920 und 1921 Kreisassistenzarzt und Chefarzt der Quarantänestation in Prostken.